# Sunland Park
Sunland Park és una població dels Estats Units a l'estat de Nou Mèxic. Segons el cens del 2000 tenia 13.309 habitants.

## Demografia
Segons el cens del 2000, Sunland Park tenia 13.309 habitants, 3.355 habitatges, i 2.969 famílies. La densitat de població era de 486,6 habitants per km².
Dels 3.355 habitatges en un 55,1% hi vivien nens de menys de 18 anys, en un 63% hi vivien parelles casades, en un 20,8% dones solteres, i en un 11,5% no eren unitats familiars. En el 9,9% dels habitatges hi vivien persones soles el 3,9% de les quals corresponia a persones de 65 anys o més que vivien soles. El nombre mitjà de persones vivint en cada habitatge era de 3,95 i el nombre mitjà de persones que vivien en cada família era de 4,24.
Per edats la població es repartia de la següent manera: un 37,5% tenia menys de 18 anys, un 11,9% entre 18 i 24, un 26,5% entre 25 i 44, un 16,6% de 45 a 60 i un 7,5% 65 anys o més.
L'edat mediana era de 25 anys. Per cada 100 dones de 18 o més anys hi havia 88,4 homes.
La renda mediana per habitatge era de 20.164 $ i la renda mediana per família de 21.255 $. Els homes tenien una renda mediana de 17.838 $ mentre que les dones 15.129 $. La renda per capita de la població era de 6.576 $. Aproximadament el 36,3% de les famílies i el 39% de la població estaven per davall del llindar de pobresa.

## Poblacions més properes
El següent diagrama mostra les poblacions més properes.